# Lairoux
Lairoux – miejscowość i gmina we Francji, w regionie Kraj Loary, w departamencie Wandea.
Według danych na rok 1990 gminę zamieszkiwały 514 osoby, a gęstość zaludnienia wynosiła 39 osób/km² (wśród 1504 gmin Kraju Loary Lairoux plasuje się na 834. miejscu pod względem liczby ludności, natomiast pod względem powierzchni na miejscu 863.).